# Mehrhausanlage
Von einer Mehrhausanlage spricht man im deutschen Wohnungseigentumsrecht dann, wenn sich die Sondereigentume einer Wohnungseigentümergemeinschaft in mehr als einem Gebäude befinden. Gegenüber dem Standardfall des Wohnungseigentums (nämlich ein Gebäude mit mehreren Wohnungen) bestehen in einer Mehrhausanlage – begründet durch die andere Sachlage – teilweise andere Interessen der Wohnungseigentümer. 
Das Wohnungseigentumsgesetz enthält keine (unmittelbaren) Regeln für solche komplexeren Fälle, bietet aber die Möglichkeit, differenzierte und der Sachlage angepasste Vereinbarungen der Eigentümer in die Gemeinschaftsordnung aufzunehmen.

## Erscheinungsformen
Auf dem gemeinsamen Grundstück der Wohnungseigentümergemeinschaft können mehrere Häuser (Gebäude) stehen. Sie können mit seitlichem Abstand einzeln stehen, es können auch zwei oder mehrere Häuser aneinandergebaut sein. In einem Haus kann es eine oder mehrere Wohnungen geben.
Das Doppelhaus ist ein einfacher und sehr verbreiteter Fall einer Mehrhausanlage. Es handelt sich dabei um zwei (oft annähernd spiegelsymmetrische) Häuser, die aneinandergebaut sind. (Meist sind es Einfamilienhäuser, es können sich aber auch in jeder Doppelhaushälfte zwei oder mehrere Wohnungen befinden.)
Werden mehr als zwei Häuser aneinander gebaut, spricht man von Reihenhäusern.
Auch beliebige Mischformen sind möglich. 

## Gründe für die Wahl der Form des Wohnungseigentums
Doppelhäuser oder Reihenhäuser werden z. B. dann in der Form des Wohnungseigentums errichtet, wenn sich ein Grundstück aus Rechtsgründen nicht (durch sogenannte Realteilung) in zwei oder mehrere (selbständige) Grundstücke teilen lässt. Bei einzeln stehenden Häusern (z. B. Einfamilienhäusern) auf einem gemeinsamen Grundstück kann der Grund darin bestehen, dass die bei Realteilung erforderlichen Grenzabstände (Abstandsflächen) nicht eingehalten werden können.

## Problemlage für die Miteigentümer
Das Wohnungseigentumsgesetz schreibt zwingend vor, dass die konstruktiven Teile eines Gebäudes (z. B. Fundament, Außenwände, tragende und aussteifende Innenwände, Geschossdecken, Dach, Außenfenster und Eingangstüren) im Gemeinschaftseigentum stehen. Mangels anderweitiger wirksamer Vereinbarungen hat die Gemeinschaft die Kosten der Instandhaltung und Instandsetzung aller Gebäude auf dem gemeinsamen Grundstück zu tragen und auch zu entscheiden, ob und wann solche Maßnahmen in Angriff genommen werden. (Grundsätzlich hat überdies jeder Miteigentümer ein Mitbenutzungsrecht an allen Gegenständen des Gemeinschaftseigentums.)
Genau das ist bei Mehrhausanlagen in vielen Fällen nicht gewollt. Wenn zwei Einfamilienhäuser auf einem gemeinsamen Grundstück in Form des Wohnungseigentums gebaut werden, gehen die Vorstellungen der Miteigentümer oft dahin, dass jeder Miteigentümer für „sein“ Haus insgesamt (auch in Bezug auf die Kosten) verantwortlich sein soll. Das kann sachlich durchaus angemessen sein, weil es individuell sehr unterschiedliche Vorstellungen darüber gibt, für welche Maßnahmen Kosten für die Instandhaltung (Pflege) des Hauses aufgewendet werden sollen und wann Reparaturen notwendig oder angebracht sind.

## Lösung mit einer angepassten Gemeinschaftsordnung
Die Wohnungseigentümer können nichts daran ändern, dass die konstruktiven Teile aller Gebäude im Gemeinschaftseigentum aller Miteigentümer stehen, weil dies eine zwingende Gesetzesvorschrift ist. Jedoch können die in der Praxis wichtigen Aspekte per Vereinbarung (Gemeinschaftsordnung) abweichend vom Gesetz geregelt werden. Das betrifft sowohl das Recht, über die Gebäudeerhaltung zu bestimmen, als auch die Pflicht zur Tragung der entsprechenden Kosten. Auch das grundsätzlich bestehende Mitbenutzungsrecht der anderen Miteigentümer am Gemeinschaftseigentum kann über die Einräumung von Sondernutzungsrechten für den oder die jeweiligen Wohnungseigentümer eingeschränkt werden. 
Bei mehreren Wohnungseigentumen pro Gebäude können auf diesem Wege auch Untergemeinschaften mit (eingeschränkter) Beschlusskompetenz für die Verwaltung des jeweiligen Gebäudes gebildet werden, die jedoch keine (Teil-)Rechtsfähigkeit erlangen können.